# زردفهرة
زردفهرة (بالفارسية: زردفهره) هي قرية تقع في قسم بيشكوة موغوئي الريفي في إيران. يقدر عدد سكانها بـ 162 نسمة بحسب إحصاء 2016.